# Naturschutzgebiet Himerk / Wettstein
Das Naturschutzgebiet Himerk / Wettstein mit einer Größe von 5,5 ha liegt südwestlich von Ramsbeck im Gemeindegebiet von Bestwig. Das Gebiet wurde 2008 mit dem Landschaftsplan Bestwig durch den Hochsauerlandkreis als Naturschutzgebiet (NSG) ausgewiesen. Das NSG besteht aus zwei Teilflächen.

## Gebietsbeschreibung
Beim NSG handelt es sich um ein Waldgebiet aus Rotbuchen. In der nördlichen Teilfläche befindet sich der 6 hohe Wettsteinfelsen und viele kleinere Felsen.

## Schutzzweck
Das NSG soll das Waldgebiet mit seinem Arteninventar schützen.
Wie bei allen Naturschutzgebieten in Deutschland wurde in der Schutzausweisung darauf hingewiesen, dass das Gebiet „wegen der Seltenheit, besonderen Eigenart und Schönheit des Gebietes“ zum Naturschutzgebiet wurde.